# Brant Parker
Brant Parker, född 26 augusti 1920 i Los Angeles, Kalifornien, död 15 april 2007 i Lynchburg, Virginia, var en amerikansk serietecknare, mest känd som skapare av Trollkarlen från Id tillsammans med Johnny Hart.
1997 lämnade Parker över serien till sin son Jeff Parker, medan Johnny Hart fortsatte skriva den fram till sin död bara åtta dagar före Brant Parkers.
Parker erhöll pris för bästa humorserie (från The National Cartoonist Society) åren 1971, 1976, 1980, 1982, and 1983. Han fick också en Reuben Award för sin serie 1984, och en Elzie Segar Award 1986.